# Гај Лутације Катул
Гај Лутације Катул је био римски државник и војсковођа познат по победи над Ханоном у бици код Егатских острва 241. године п. н. е.

## Биографија
Гај Лутације био је плебејског рода. Каријеру је започео у коњици. Временом је стигао и до титуле конзула. О његовом животу пре доласка на ту функцију нема много података. За конзула је изабран 242. године п. н. е. Сенат га је именовао за поморског команданта војске која се на обалама Сицилије борила против Картагине. Следеће, 241. године, Катул односи велику победу у бици код Егатских острва. Овом битком окончан је Први пунски рат. Услове мировног споразума, који је по Катулу добио назив, диктирали су Римљани. У част победе, Лутације је подигао храм нимфи Јутурни на Марсовом пољу. 